# Ixora littoralis
Ixora littoralis är en måreväxtart som beskrevs av Elmer Drew Merrill. Ixora littoralis ingår i släktet Ixora och familjen måreväxter. Inga underarter finns listade i Catalogue of Life.